# Turdus haplochrous
Turdus haplochrous е вид птица от семейство Turdidae. Видът е почти застрашен от изчезване.

## Разпространение
Видът е разпространен в Боливия.